# 福缘寺 (扬州)
福缘寺是扬州历史上的一座著名佛寺，扬州八大刹之一。今寺已不存，仅存福缘北巷地名。

## 位置
福缘寺原址在扬州南门外通扬桥东南侧，寺门朝西，面向古运河，原址现为粮油中心批发交易市场。此处旧为扬州通向瓜洲的水路要津。

## 历史
福缘寺始建于明代，原名福国院，天启七年（1627年）由明道创建。1644-1645年明清之交，该寺经历了甲申之变和乙酉之变。清顺治年间赐名福国寺。雍正元年（1723年），住持济生建三层万佛楼。乾隆十六年（1751年），乾隆帝南巡，寺僧超宗迎入寺内，赐名福缘寺，亲笔书写匾额。这时共有寺房约80间，包括山门殿、大雄宝殿、观音殿，以及南侧的藏经楼等。
咸丰三年（1853），洪杨之乱中，寺庙焚毁一空。同治年间，寺僧默斋募化十三年，依旧制修复。
1949年以后，福缘寺改为苏北机米厂。1960年代，机米厂发生一场大火，持续三个多小时，大雄宝殿被大火烧毁。其他寺房也逐步被拆除，改建为厂房。1984年，寺内残存的最后一座重要建筑藏经楼，被移建到大明寺。